# Rio Chopinzinho
O Rio Chopinzinho é um curso de água que banha o estado do Paraná.